# Aglaoapis brevipennis
Aglaoapis brevipennis is een vliesvleugelig insect uit de familie Megachilidae. De wetenschappelijke naam van de soort is voor het eerst geldig gepubliceerd in 1901 door Cameron.